# Agrostis rigidula
Agrostis rigidula é uma espécie de gramínea do gênero Agrostis, pertencente à família Poaceae.